# Thermocellio kilimanjarensis
Thermocellio kilimanjarensis là một loài chân đều trong họ Porcellionidae. Loài này được Schmoelzer miêu tả khoa học năm 1974.